# HAR1
HAR1 of Human accelerated region 1 is het human accelerated region dat het grootste verschil vertoont in de nucleotidesamenstelling tussen de mens en de chimpansee, ons meest nauwe evolutionaire verwant. Het verschil wordt veroorzaakt door een hoge frequentie van mutaties in dit segment, en liggen waarschijnlijk aan de basis van de ontwikkeling van menselijke neuroanatomie, intelligentie en taal.
HAR1 werd voor het eerst beschreven in 2006 door Katherine S. Pollard van de Universiteit van Californië. 
Het segment is gelegen op de lange arm van chromosoom 20 en telt 118 paar nucleotiden. Tussen mens en chimpansee, waarvan de laatste gemeenschappelijke voorouder ongeveer 6 miljoen jaar geleefd heeft, zijn er 18 basenparen gemuteerd, ongeveer 15%. Deze frequentie is veel hoger dan mag verwacht worden op basis van de evolutionaire geschiedenis van dit segment. Zo is verschil in dit segment tussen de chimpansee en de kip, 300 miljoen jaar geleden uit elkaar gegaan, maar 2 basenparen. 
Uit onderzoek van Pierre Vanderhaeghen van de Vrije Universiteit Brussel blijkt dat HAR1 vooral actief is in de neuronen die een sleutelrol spelen in de ontwikkeling van de cortex cerebri, de buitenste, sterk geplooide laag van de hersenen. Fouten in deze neuronen kunnen bij de ontwikkeling leiden tot lissencefalie, en bij volwassenen tot schizofrenie.
Opvallend is dat het segment niet codeert voor een eiwit, maar voor ten minste twee overlappende RNA-genen, HAR1F en HAR1R. Vooral HAR1F is actief in het ontwikkelende brein.